# بيفرلي ويلز
بيفرلي ويلز (بالإنجليزية: Beverly Wills)‏ هي ممثلة أمريكية، ولدت في 7 يونيو 1933 بلوس أنجلوس في الولايات المتحدة، وتوفيت في 24 أكتوبر 1963 في الولايات المتحدة.

## أعمال

### أفلام
- (1959) البعض يفضلونها ساخنة
- (1963) الفكاهي المرعب

## وصلات خارجية
- بيفرلي ويلز على موقع IMDb (الإنجليزية)
- بيفرلي ويلز على موقع ألو سيني (الفرنسية)
- بيفرلي ويلز على موقع أول موفي (الإنجليزية)
- بيفرلي ويلز على موقع قاعدة بيانات الأفلام السويدية (السويدية)
- بيفرلي ويلز على موقع قاعدة بيانات الفيلم (الإنجليزية)
- بيفرلي ويلز على موقع كينوبويسك (الروسية)